# Курштин
Курштин (пол. Kursztyn, нім. Kurstein) — село в Польщі, у гміні Ґнев Тчевського повіту Поморського воєводства.
Населення — 594 особи (2011).
У 1975-1998 роках село належало до Гданського воєводства.

## Демографія
Демографічна структура станом на 31 березня 2011 року:
|          | Загалом | Допрацездатний вік | Працездатний вік | Постпрацездатний вік |
| -------- | ------- | ------------------ | ---------------- | -------------------- |
| Чоловіки | 303     | 70                 | 217              | 16                   |
| Жінки    | 291     | 83                 | 172              | 36                   |
| Разом    | 594     | 153                | 389              | 52                   |